# Simple style -オヒルノオト-
『simple style -オヒルノオト-』（シンプル・スタイル オヒルノオト）は、JFNCの制作により、JFN系列各局で2014年10月1日から2021年9月30日まで放送されていたラジオ番組である。放送時間は平日 11:30 - 12:55（ネット局によっては放送時間・放送される曜日が異なっていた）。

## 概要
6年半放送された『ONCE』の後番組として放送が開始された。
午後への活力となるような心地よい音楽と、好奇心や冒険心をくすぐるような情報を届ける、お昼の生放送番組だった。
2021年9月30日の放送をもって終了し、7年の歴史に幕を下ろした。後番組は『Otona no Radio Alexandria』で、InterFM897制作の番組を実質JFNCとの共同制作に近い形で放送する。

## パーソナリティ
| 期間          | 期間          | 月・火曜   | 水・木曜     | 金曜         |
| ------------- | ------------- | ---------- | ------------ | ------------ |
| 番組開始      | 2016年9月30日 | 板井麻衣子 | リアド慈英蘭 | リアド慈英蘭 |
| 2016年10月3日 | 2017年9月29日 | 矢部華恵   | リアド慈英蘭 | リアド慈英蘭 |
| 2017年10月2日 | 2019年9月27日 | 矢部華恵   | 渡辺枝里子   | 渡辺枝里子   |
| 2019年9月30日 | 2021年9月30日 | 矢部華恵   | 黒江美咲     | 山本真由美   |

## タイムテーブル
- 11:30 - オープニング（ここでは番組のジングルのみで、CMを1分間挟む。そのため番組開始は11:31から）
- 11:40 - トゥデイズ・トピックス
- 11:51 - 11時台エンディング
- 11:55 - JFNニュース - ローカル編成
- 12:00 - 12時台オープニング・今日の1コマ
- 12:10頃 - オヒル ノ オト（選曲コーナー）
- 12:30頃 - オヒル ノオト（ゲストコーナー）
- 12:49 - ローカル編成 - JFNCからはBGM
- 12:52 - エンディング

## 番組コーナー
選曲コーナーとゲストコーナーの名称は同名であるが、選曲コーナーは「お昼の音」、ゲストコーナーは「お昼ノート」の意味が込められている。番組ホームページでのコーナー表記は空白の入れる場所で区別している。
- トゥデイズ・トピックス
- 今日の1コマ
月ごとにテーマを設けて、パーソナリティが撮影した写真を紹介する。放送で紹介した写真は番組ホームページと番組ツイッターアカウントにて掲載される。
- オヒル ノ オト（選曲コーナー）
- オヒル ノオト（ゲストコーナー）

## ネット局
2021年7月現在
全局、「radiko」・「radiko.jpプレミアム」で聴取可能。放送時間の早い順から記載。
以下は備考欄の凡例。
- N1：JFNニュース（11:55 - 12:00）を差し替えなしでそのまま放送する局
- N2：JFNニュース（11:55 - 12:00）を放送するが、番組タイトルを独自のニュース番組タイトルに差し替える局

| 放送対象地域   | 放送局名                                     | 放送時間 | 中断 | 備考                        |
| -------------- | -------------------------------------------- | --- | --- | --------------------------- |
| 福井県         | 福井エフエム放送（FM FUKUI）                 | 平日 11:30 - 12:55 | 11:49 - 11:55：快適生活ラジオショッピング （月曜 - 木曜） 11:55 - 12:00：FM福井ニュース                                                              | [ 1 ]                       |
| 岐阜県         | エフエム岐阜（FM GIFU）                      | 平日 11:30 - 12:55 | 11:50 - 11:55：快適生活ラジオショッピング 12:49 - 12:52：SUZUKI Run Run ランチ（水曜） 12:49 - 12:52：長谷部優 CHEERING YOU! ～Have Dreams～（木曜） | N1                          |
| 青森県         | エフエム青森（AFB）                          | 月曜 - 木曜 11:30 - 12:55 | 11:51 - 12:00：地域情報、 青森県営・青森県営柳町駐車場情報                                                                                           | [ 2 ]                       |
| 山形県         | エフエム山形（Rhythm Station）               | 月曜 - 木曜 11:30 - 12:55 | 11:49 - 11:55：快適生活ラジオショッピング 11:55 - 12:00：FM山形ニュース                                                                              | N2                          |
| 石川県         | エフエム石川（HELLO FIVE）                   | 月曜 - 木曜 11:30 - 12:55 | 11:55 - 12:00：FM石川ニュース | [ 4 ]                       |
| 長崎県         | エフエム長崎（FM Nagasaki）                  | 月曜 - 木曜 11:30 - 12:55 | 11:54 - 12:00：快適生活ラジオショッピング 12:49 - 12:52：smile select                                                                                | [ 5 ]                       |
| 宮崎県         | エフエム宮崎（JOY FM）                       | 月曜 - 木曜 11:30 - 12:55 | 11:54 - 12:00：快適生活ラジオショッピング 12:49 - 12:52：JOY FM INFORMATION（月曜 - 水曜） 12:49 - 12:52：C-WAVE NETWORK（木曜）                     |                             |
| 広島県         | 広島エフエム放送（HFM）                      | 月曜 - 木曜 金曜（年末年始のみ） 11:30 - 12:54                                                                                            | 11:55 - 12:00：ニュース・天気予報 12:49 - 12:52：HFM POWER PLAY                                                                                      | N2                          |
| 長野県         | 長野エフエム放送（FM長野）                   | 月曜 - 木曜 11:30 - 12:49 | 11:55 - 12:00：FM長野ニュース | [ 7 ]                       |
| 山口県         | エフエム山口（FMY）                          | 月曜 - 木曜 11:30 - 12:55 金曜 12:00 - 12:55                                                                                              | 12:45 - 12:50：快適生活ラジオショッピング | N1                          |
| 佐賀県         | エフエム佐賀（FMS）                          | 月曜 - 木曜 11:30 - 12:55 金曜 12:00 - 12:55                                                                                              | 11:55 - 12:00：FM佐賀ニュース | N2                          |
| 徳島県         | エフエム徳島（FM TOKUSHIMA）                 | 月曜 - 木曜 11:30 - 11:55 金曜 11:30 - 12:55                                                                                              | | N1                          |
| 富山県         | 富山エフエム放送（FMとやま）                 | 月曜 - 水曜 11:30 - 12:55 | | N1                          |
| 岩手県         | エフエム岩手（FM IWATE）                     | 月曜 11:30 - 11:49 火曜・水曜 11:30 - 12:55                                                                                               | | N1                          |
| 三重県         | 三重エフエム放送 （レディオキューブ FM三重） | 月曜 - 水曜・金曜 12:00 - 12:55 木曜 11:30 - 12:55                                                                                        | 11:45 - 11:55：Power Play Zone 11:55 - 12:00：レディオキューブ ニュース&ウェザー                                                                     | [ 14 ]                      |
| 秋田県         | エフエム秋田（AFM）                          | 月曜・水曜 - 金曜 12:00 - 12:55 火曜 11:30 - 12:55                                                                                        | 11:55 - 12:00：AFMさきがけニュース | [ 15 ] [ 16 ]               |
| 高知県         | エフエム高知（Hi-Six）                       | 月曜・木曜 12:00 - 12:45 火曜 11:30 - 12:45 水曜 12:00 - 12:55                                                                            | | N1                          |
| 福島県         | エフエム福島（ふくしまFM）                   | 月曜 11:30 - 12:49 火曜 - 金曜 12:00 - 12:49                                                                                              | 11:50 - 11:55：Prime Music★ 11:55 - 12:00：ふくしまFMニュース                                                                                        | [ 18 ] [ 19 ]               |
| 岡山県         | 岡山エフエム放送（FM OKAYAMA）               | 月曜・金曜 12:00 - 12:49 火曜 - 木曜 11:30 - 12:49                                                                                        | 11:55 - 12:00：News Time | [ 20 ]                      |
| 島根県・鳥取県 | エフエム山陰（V-air）                        | 月曜・火曜・木曜 11:30 - 12:50 水曜 12:00 - 12:50                                                                                         | 11:50 - 11:55：快適生活ラジオショッピング 11:55 - 12:00：V-airニュース                                                                               | N2                          |
| 栃木県         | エフエム栃木（RADIO BERRY）                  | 月曜・火曜・木曜 12:00 - 12:49 水曜 11:30 - 12:49                                                                                         | 11:50 - 11:55：B-HOT! 11:55 - 12:00：NEWS | N2                          |
| 香川県         | エフエム香川（FM香川）                       | 火曜 - 木曜 11:30 - 12:55 | 11:55 - 12:00：FM香川ニュース | N2                          |
| 群馬県         | エフエム群馬（FM GUNMA）                     | 水曜（不定期）・第2木曜 11:30 - 11:55・ 水曜（祝日・年末年始）・ 第3 - 第5木曜 11:30 - 12:55 月曜・火曜（祝日・年末年始）・ 12:00 - 12:55 | 11:55 - 12:00：FM GUNMA NEWS 12:49 - 12:52：タウンニュース （FM GUNMA NEWSは水曜（祝日・年末年始） と木曜、 タウンニュースは木曜のみ）               | [ 25 ] [ 26 ] [ 27 ] [ 28 ] |